# Wikki Tourists
Der Wikki Tourists Football Club ist ein nigerianischer Fußballverein aus der Stadt Bauchi. Der Klub spielte einige Jahre in der nigerianischen Premier League, der höchsten Spielklasse des Landes, bevor man 2013 in die Nigeria National League abstieg.
Größter Erfolg des Klubs war der Gewinn des Nigeria FA Cups 1998, als man im Finale Plateau United mit 3:2 im Elfmeterschießen schlug. 2007 belegte man Rang drei in der abschließenden Super League und qualifizierte sich damit erstmals für den CAF Confederation Cup.

## Erfolge
- Nigerianischer Pokalsieger: 1998
- Nigeria National League: 2011

## Stadion
Der Verein trägt seine Heimspiele im Abubarkar-Tafawa-Balewa-Stadion in Bauchi, Bauchi aus. Das Stadion hat ein Fassungsvermögen von 25.000 Personen.

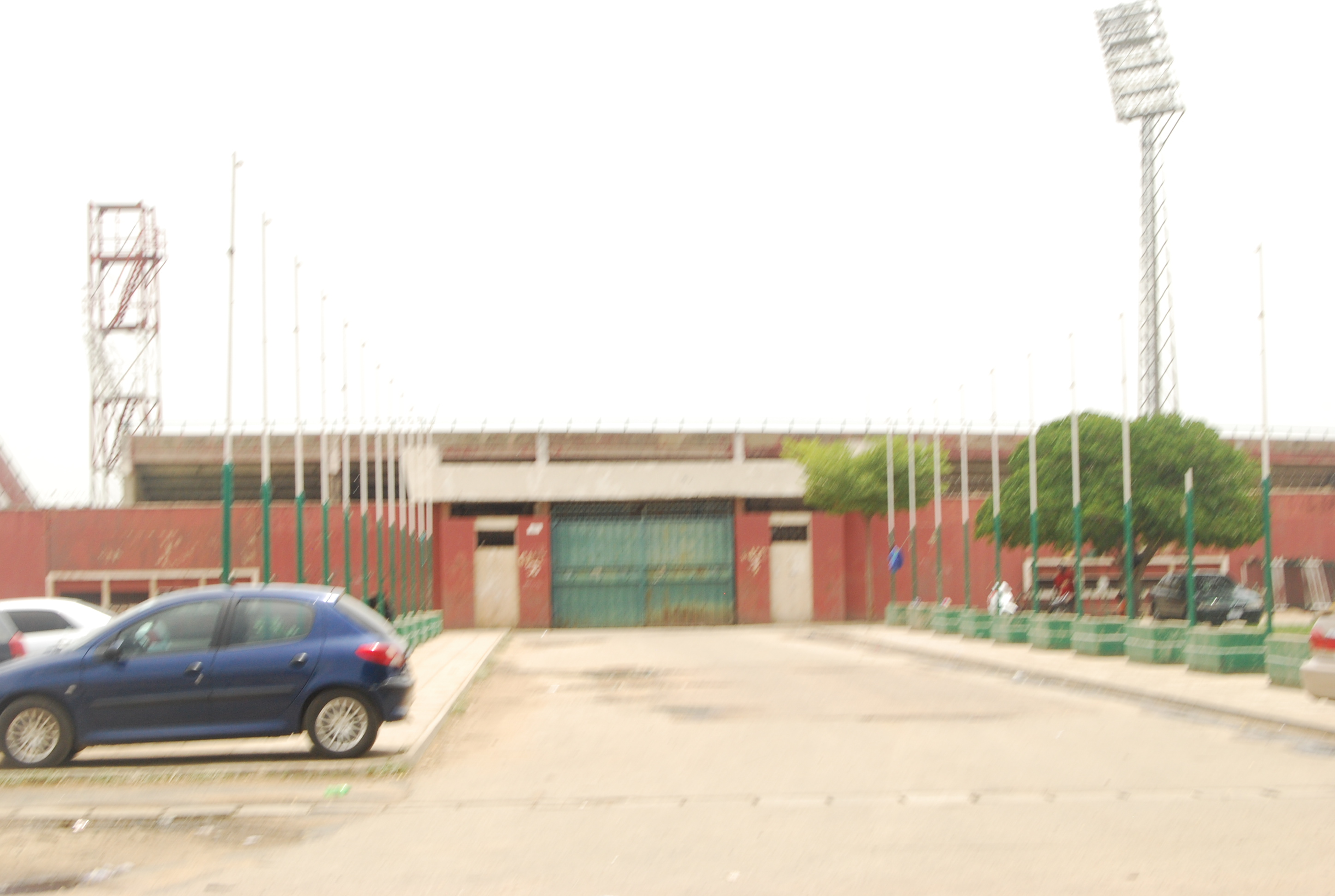
Abubarkar-Tafawa-Balewa-Stadion

## Statistik in den CAF-Wettbewerben
| Wettbewerb                 | Runde    | Gegner        | Hinspiel | Rückspiel |  |
| -------------------------- | -------- | ------------- | -------- | --------- |  |
|                            |          |               |          |           |  |
| CAF Confederation Cup 2008 | 1. Runde | Asante Kotoko | 2:2 (H)  | 1:4 (A)   |  |